# Stroker y Hoop
Stroker y Hoop es una serie animada estadounidense para adultos creada por Casper Kelly y Jeffrey G. Olsen, producida por Turner Studios y Williams Street. Era emitida en Latinoamérica por el bloque Adult Swim de Cartoon Network. Posteriormente fue transmitida por I.Sat y, más tarde, por TBS (Latinoamérica) , también dentro del mismo bloque. La serie es una parodia a las películas y series de televisión policiales como Starsky & Hutch. Contiene el elemento del coche parlante de la serie de 1982 Knight Rider, en "C.A.R.R.". Los nombres de los personajes principales se pueden basar en dos personajes de Burt Reynolds, Stroker Ace y Hooper.
Stroker y Hoop se estrenó el 1 de agosto de 2004 y finalizó el 25 de diciembre de 2005 con 13 episodios.

## Trama
Stroker y Hoop son un par de investigadores privados de Los Ángeles, que actúan y se visten como si todavía fuera la década de 1970. A pesar de la alta opinión que cada hombre tiene de sí mismo, ambos son perdedores completamente ineptos: Stroker se cree un galante hombre de damas, pero es generalmente impopular y es percibido por prácticamente cada mujer que encuentra como un chauvinista repulsivo; y Hoop se considera un as para la resolución de crímenes y un maestro del disfraz, cuando de hecho es un nerd crédulo y todos sus disfraces son fracasos. Su única "ventaja" sobre su competencia es C.A.R.R., un AMC Pacer que habla con su propia personalidad neurótica.
Debido a sus abismales trayectorias y sus capacidades menos que estelares, los dos hombres se ganan la vida resolviendo crímenes para las personas que no pueden permitirse contratar detectives más competentes. Invariablemente, sus intentos de resolver un crimen resultan en derramamiento de sangre, violencia y miles de dólares en daños a la propiedad.
Un punto de la trama recurrente de la serie era tomar mitos y fantasías (como el control mental y Santa Claus) y hacerlos realidad en un entorno por lo demás ordinario. Stroker a menudo duda de la existencia de estas ocurrencias.

## Personajes
- John Strockmeyer, alias Stroker (Jon Glaser en EE. UU., Luis Miguel Pérez en L.A.): Un exvendedor de colchones convertido en investigador privado, Stroker es en gran parte apático con su trabajo; solo lo disfruta porque le permite disparar a las personas, y porque lo pone en contacto diariamente con docenas de mujeres promiscuas (aunque esas mujeres generalmente no quieren tener nada que ver con él). A pesar de que se considera un excelente detective y un galán, Stroker es en realidad un fracaso; su esposa lo dejó y obtuvo la custodia exclusiva de su hijo, Keith, y la propia incompetencia y negligencia de Stroker provocó que su excompañero, Jermaine, fuera asesinado mientras trabajaba en un caso (Stroker tomó prestada la revista del arma de Jermaine y olvidó decírselo). De vez en cuando, Stroker tendrá un momento de ser un verdadero detective (como deducir con éxito la trama detrás del boleto de lotería dirigido por los fantasmas navideños del pasado (Jermaine), presente y futuro, aunque estos momentos son increíblemente raros. Un detective incompetente, Stroker a menudo se encuentra con oportunidades en un caso que proporcionaría una carrera más lucrativa. Se eligió una campaña publicitaria lanzada para un suavizante de telas, entre otras, para mostrar durante el Super Bowl. En otra instancia, a pesar de haber tenido un lavado de cerebro, Stroker y Hoop formaban parte de una serie de videos pornográficos increíblemente populares.

- Hoop Schwartz (Speed Levitch en EE. UU., José Granadillo en L.A.): El siempre optimista y nerd compañero de Stroker. Aunque se considera a sí mismo brillante y un maestro del disfraz, Hoop carece de inteligencia promedio (aunque Stroker tampoco es un genio), sus disfraces suelen estar mal concebidos y no hacen nada para ocultar su rostro. A diferencia de Stroker, Hoop es detective porque ama serlo. Sin embargo, Hoop finalmente revela que nunca ha disparado un arma con la intención de alcanzar su objetivo, que siempre apuntó y disparó por encima de la cabeza del sujeto. En un poco de ironía dramática, Stroker, que pasa la mayor parte de su tiempo tratando de acostarse con mujeres, siempre fracasa, mientras que Hoop, que a menudo da la impresión de ser asexual, a menudo se encuentra teniendo sexo con mujeres hermosas que se arrojan sobre él (generalmente para sus propias necesidades egoístas). En un momento, gana habilidades ninja, pero como se reveló en un episodio posterior, se 'oxidaron' por su desuso. Cuando no está resolviendo crímenes, Hoop vive con su madre y participa en obras de teatro en restaurantes.

- C.A.R.R (Paul Christie en EE. UU., Ángel Balam en L.A.): El medio de transporte principal de Stroker y Hoop, C.A.R.R. es un auto parlante que era considerado una obra de arte hace veinte años. Le gustan los programas de radio y los lavados de autos, quizás demasiado. También es vengativo, paranoico, un poco racista y, a menudo, demuestra un comportamiento afeminado, a pesar de su personalidad por lo demás masculina. Es una parodia del automóvil de Michael Knight, KITT de Knight Rider y el nombre "C.A.R.R." es una parodia de "K.A.R.R.", el prototipo "malvado" de KITT. C.A.R.R. está pintado para parecerse un poco al Ford Torino de Starsky y Hutch.
- Doble Ancho (Curtis Armstrong en EE. UU., Juan Guzmán en L.A.): Aparentemente el creador de C.A.R.R. Un mecánico que dedica su abundante tiempo libre a inventar cosas extrañas. Es un experto en pornografía y habla español. A pesar de que Stroker le debe innumerables miles de dólares, Doble Ancho sigue siendo leal a Stroker y Hoop por un sentido del deber (Stroker solía vender colchones con el hermano de Doble Ancho).
- Forense Rick (Gary Anthony Williams en EE. UU., Roberto Colmenares en L.A.): El forense local, que a menudo es la fuente de información para los personajes principales. Es un buen amigo de Stroker y Hoop, e incluso está dispuesto a ocultar pruebas que los juzgarían por asesinato. Tiene una habilidad especial para hacer bromas groseras a partir de un evento trágico y desafortunado, a veces con la víctima aún consciente. Rick ocasionalmente resuelve el verdadero crimen en el episodio, pero generalmente está bien con Stroker y Hoop tomando el crédito.
- Keith (Mary Birdsong en EE. UU., Lileana Chacón en L.A.): El hijo de 10 años de Stroker. Vive con su madre, Ángel Jiménez, y tiene una relación tensa con Stroker, quien mezcla la atención con el descuido total, lo que resulta en momentos en los que Keith lo odia genuinamente. Ha demostrado valentía, como enfrentarse a un ninja asesino.

### Personajes secundarios o mínimos
- Vanessa: La novia de Hoop. Ama el sexo igual que Hoop. En un episodio, él le regala un diamante robado. Ella odia a la madre de Hoop porque dice que los interrumpe siempre que conviven entre novios.
- Amiga de Vanesa

NOTA:Si no sale el nombre de la persona es porque no están identificados en ningún episodio.

### Conclusión Planeada
Tras la cancelación del programa, los creadores Casper y Jeff hicieron una publicación en el blog de Adult Swim en la que describían lo que habría sucedido en el estreno de la segunda temporada. El episodio habría comenzado con la revelación de que Stroker y Hoop murieron en el accidente y fueron enviados a la otra vida; Hoop, específicamente, fue enviado a una sección del infierno reservada para lechugas, por un tecnicismo. El cerebro de C.A.R.R. y un tapacubos sobrevivieron al accidente. Doble Ancho también sobrevivió, pero terminó en la sala de quemados del hospital, donde recibió visiones de Stroker y Hoop en la otra vida. Tratando de salvarlos, Doble Ancho con la ayuda de Keith se pone en hielo para "matarse" temporalmente, pero es detenido por los médicos en el último minuto. Para salvar a Stroker y Hoop, Doble Ancho se dispara a sí mismo y al Forense Rick. Los dos hombres luego viajan al más allá donde se encuentran con el padre de Stroker, un conserje en el limbo, y Suko del episodio seis. Una serie de eventos conduce a la muerte de Dios. La ausencia temporal de Dios del cielo -un tecnicismo estipula que el alma de Dios tarda 20 minutos en regresar al cielo- permite que todos los personajes principales, incluido el padre de Stroker, regresen a la Tierra junto con una gran cantidad de otros que también estaban en el cielo.

## Cancelación
En febrero de 2006, Les Harper (administrador de animación de la serie), anunció a través de AdultSwim.com que la serie no estaba calificada para una segunda temporada haciendo que el final del programa termine con un cliffhanger. Esto se inició por los creadores quienes se comunicaban por mensajes  y el blog de empleados . en Latinoamérica se emitía la serie por las señales I.Sat dentro del bloque Adult Swim hasta 2019,ya que el 25 de abril de 2020, Turner anunció que Adult Swim se mudaría a Warner Channel.